# Græsbane (tennis)
En græsbane er en af de fire forskellige underlags typer af tennisbaner, hvor tennis, oprindeligt kendt som "plænetennis", spilles på. Græsbaner er lavet af græs i forskellige sammensætninger afhængig af turneringen.
Selvom græsbaner er mere traditionelle end andre typer tennisbaner, er vedligeholdelsesomkostningerne på græsbaner højere end på hardcourt og grusbaner . Græsbaner (hvis der ikke er passende afdækninger) må ikke spilles på, hvis det regner, da græsset bliver meget glat, når det er vådt og ikke tørrer i mange timer. Dette er en ulempe på udendørsbaner i forhold til de andre typer overflader, hvor kampen kan genoptages i løbet af 30 til 120 minutter efter regnen. 
Græsbaner er mest almindelige i Storbritannien og Australien, men der findes også private græsbaner i det nordøstlige USA.

## Spillestil
Fordi græsbaner har tendens til at være glatte, skrider bolden ofte og hopper lavt, mens den bevarer det meste af sin hastighed, og stiger sjældent over knæhøjde. Som et resultat skal spillere nå bolden hurtigere i forhold til andre overflader, og duellerne er derfor forholdsvis korte; derfor belønnes fart og kraft på græs.

## Spillere
De mest succesrige single tennisspillere på græs i Open Era er Martina Navratilova, Roger Federer, Margaret Court, Billie Jean King, Pete Sampras, Steffi Graf, Serena Williams, Novak Djokovic, Rod Laver, John Newcombe, Evonne Goolagong Cawley, Björn Borg, Chris Evert og Venus Williams. Alle har vundet mindst fem store singletitler på græs: Navratilova vandt tolv, Federer og Court otte hver, King, Sampras, Graf, Serena Williams og Djokovic syv hver. Andre spillere, der har haft relativt succes på græs under Open Era, er Arthur Ashe, Ken Rosewall, Boris Becker, John McEnroe, Stefan Edberg, Virginia Wade, Rafael Nadal, Petra Kvitová og Andy Murray.
Blandt de mandlige tennisspiller bliver Sampras hyldet af mange tennisanalytikere som en af de største græsbanespillere nogensinde.    Han vandt syv Wimbledon-singletitler på otte år fra 1993 til 2000, og hans eneste tab i den periode kom i kvartfinalen i 1996. Roger Federer er statistisk set den mest succesrige mandlige græsbanespiller i Open Era: han har vundet en Open Era-rekord med 19 græsbanetitler, herunder ti Halle Open-titler, en rekord med otte Wimbledon-singletitler og en Stuttgart Open-titel. . Federer har kæmpet med rekord i tolv Wimbledon-singlefinaler og har den længste sejrsrække på græsbane i Open Era, da han vandt 65 kampe i træk på græs mellem 2003 og 2008, indtil han blev slået af Rafael Nadal i Wimbledon 2008.
De mest succesrige aktive kvindelige græsbanespillere er søstrene Serena Williams og Venus Williams, med henholdsvis syv og fem Wimbledon-singletitler. Venus har vundet fem ud af sine ni Wimbledon-finaler (tabt tre til Serena), og de har vundet seks titler i damedouble sammen.

## Professionelle turneringer spillet på græs
Den professionelle græsbanesæson er forholdsvis kort. Indtil 2014 bestod den kun af Wimbledon, to ugers turneringer i Storbritannien og Europa, og Hall of Fame Tennis Championships i Newport, Rhode Island, USA ugen efter. I 2015 blev det forlænget med en ekstra uge mellem French Open og Wimbledon. På ATP Touren blev Stuttgart Open en græsbaneturnering det år.  I 2017 blev en ny ATP 250-turnering i Antalya, Tyrkiet, spillet en uge før Wimbledon.  På WTA Toureren blev MallorcaSpanien, vært for en græsbaneturnering, der begyndte i 2016. 

### Sommer græssæson
| ATP                     | WTA     |
| Grand Slam -turneringer |         |
| ATP 500                 | WTA 500 |
| ATP 250                 | WTA 250 |

| Uge   | ATP                                                                                    | WTA                                                  |
| ----- | -------------------------------------------------------------------------------------- | ---------------------------------------------------- |
| Uge 1 | Stuttgart Open (Stuttgart , Tyskland)                                                  | Nottingham Open (Nottingham ,Storbritannien)         |
| Uge 1 | Rosmalen Graas Court Championships ( 's-Hertogenbosch , Holland )                      |                                                      |
| Uge 2 | Halle Open (Halle, Tyskland) </br> Queen's Club Championships (London, Storbritannien) | German Open (Berlin , Tyskland)                      |
| Uge 2 | Halle Open (Halle, Tyskland) </br> Queen's Club Championships (London, Storbritannien) | Birmingham Classic (Birmingham,Storbritannien)       |
| Uge 3 | Eastbourne International (Eastbourne,Storbritannien)                                   | Eastbourne International (Eastbourne,Storbritannien) |
| Uge 3 | Mallorca Open (Santa Ponsa,Spanien )                                                   | Bad Homburg Open (Bad Homburg, Tyskland)             |
| Uge 4 | Wimbledon (London, Storbritannien)                                                     | Wimbledon (London, Storbritannien)                   |
| Uge 5 | Wimbledon (London, Storbritannien)                                                     | Wimbledon (London, Storbritannien)                   |
| Uge 6 | Hall of Fame tennismesterskaber (Newport, USA)                                         | ingen                                                |